# Pietro Pomponazzi
Pietro Pomponazzi (latin Petrus Pomponatius) (født 16. september 1462 i Mantua, død 18. maj 1525 i Bologna) var en italiensk filosof.
Pomponazzi tilhørte den kreds af lærde, der navnlig samledes i Padova om studiet af naturfilosofien og deltes i flere stridende retninger efter de forskellige opfattelser af Aristoteles' lære, som var kommet til orde hos den arabiske fortolker Averroes, hos Thomas Aquinas og i de antikke kommentarer, som i renaissancetiden fremdrogs til fornyet studium. Pomponazzi bekæmpede den averroistiske lære om, at den erkendende del af den menneskelige sjæl skulle vende tilbage til verdenssjælen og kun for så vidt være udødelig, men han kunne heller
ikke slutte sig til den kirkelige opfattelse, at de enkelte sjæle var udødelige; tværtimod hævdede han, at den rette forståelse af Aristoteles, som han fandt støtte for hos Alexander fra Afrodisias, var den, at de enkelte sjæle var dødelige, og for at undgå konflikt
med kirken søgte han at dække sin farlige lære ved påstanden om de to forskellige slags sandhed, den teologiske, som kirkens tro påbyder, og den filosofiske, som erkendelsesarbejdet fører os til. Stod Pomponazzi således i det metafysiske spørgsmål om enkeltsjælens forhold til verdenssjælen helt på tidens grund, så har han fået stor og blivende betydning derved, at han i diskussionen om sjælens væsen kom ind på en selvstændig og indgående behandling af erkendelsens væsen og form samt bevidsthedslivets hele karakter, hvorved han blev en af grundlæggerne af den nyere psykologi. Han fremhæver bevidsthedens enhed og undersøger nøje dens forskellige funktioner, dens form og forholdet til dens stof. Målet er en stadig fremadskriden mod erkendelsen af det gode, et mål, som ligger inden for dette jordiske liv, da noget andet ikke gives; herved lægger Pomponazzi også grunden til en ny opfattelse af det etiske, som ikke er givet af noget højere, men bestemt af det rent menneskelige og erstatter individets fuldkommenhed i en højere tilværelse med slægtens stadige udvikling, en rent humanistisk morallære, som står i den skarpeste modstrid ikke blot med kirkens etik, men også med de nyplatoniske renaissancefilosoffers bestemmelse af livets værd. Såvel ved sin omfattende forfattervirksomhed, som ved sin mundtlige undervisning har Pomponazzi øvet stor indflydelse ved grundlæggelsen af den nyere filosofi, som gennem ham har fået frugtbare impulser fra oldtidens tankeliv.